# Coptacra hainanensis
Coptacra hainanensis är en insektsart som beskrevs av Tinkham 1940. Coptacra hainanensis ingår i släktet Coptacra och familjen gräshoppor. Inga underarter finns listade i Catalogue of Life.